# Ren Hirayama
Ren Hirayama (平山 廉, Hirayama Ren, né le 3 novembre 1956) est un paléontologue japonais, enseignant chercheur à l'université de Waseda.
Il est spécialisé dans la paléontologie et l'évolution des Vertébrés, et fait autorité dans le domaine de la paléontologie des tortues.